# Kabinet-Paul-Boncour
Frankrijk kende van 18 december 1932 tot en met 31 januari 1933 het kabinet-Paul-Boncour.

## Samenstelling
- Joseph Paul-Boncour (RS) - Président du Conseil (premier) en minister van Buitenlandse Zaken
- Édouard Daladier (PRS) - Minister van Defensie
- Camille Chautemps (PRS) - Minister van Binnenlandse Zaken
- Henri Chéron (AD) - Minister van Financiën
- Albert Dalimier (PRS) - Minister van Arbeid en Sociale Zekerheid
- Abel Gardey (PRS) - Minister van Justitie
- Georges Leygues (AD) - Minister van Marine
- Léon Meyer (PRS) - Minister van Zeevaart
- Paul Painlevé (RS) - Minister van Luchtvaart
- Anatole de Monzie (RS) - Minister van Onderwijs
- Edmond Miellet (PRS) - Minister van Pensioenen
- Henri Queuille (PRS) - Minister van Landbouw
- Albert Sarraut (PRS) - Minister van Koloniën
- Georges Bonnet (PRS) - Minister van Openbare Werken
- Charles Daniélou (RI) - Minister van Volksgezondheid
- Laurent Eynac (RI) - Minister van Posterijen, Telegrafie en Telefonie
- Julien Durand (PRS) - Minister van Handel en Industrie